# Беренжак
Беренжак — (хак. Порачах аал, Пирінчек, Порачах чул — Серенький ручей) — посёлок в Ширинском районе Хакасии.

## География
Находится в 55 км к юго-западу от райцентра — села Шира и железнодорожной станции.
Беренжак связан с райцентром 52-километровой автодорогой. Дорога отходит от автодороги Шира — Туим в 3 километрах южнее Шира.

## История
Образование посёлка связано с добычей россыпного золота на прииске Серебрянский с 1825.
В 1827 открыт прииск Случайный. Само село основано в 1926.

## Население
| 2002 | 2010 |
| ---- | ---- |
| 295  | ↘250 |

Число хозяйств — 105, население — 282 чел. (01.01.2004), в том числе русские, хакасы, татары, украинцы и др.
Население занято в леспромхозе, на лесозаготовках.

## Инфраструктура
Имеются школа, клуб, библиотека.